# 鍵等
《鍵等》是由Key出品的日本原創電視動畫，於2021年10月開始播放。2021年10月12日起，由日本TOKYO MX、KBS京都、新潟電視台21、北陸朝日廣播、長野朝日廣播、北海道電視台、BS日本、AT-X播出；台灣由巴哈姆特動畫瘋、HamiVideo、巴哈姆特動畫瘋、LiTV 線上影視、friDay影音、KKTV、LINE TV、Yahoo TV、木棉花YouTube頻道、CatchPlay+、中華電信MOD、MyVideo同步上架。2021年12月29日宣布製作第2期，於2022年4月起播放。
本作是一部迷你角色動畫，《Kanon》《AIR》《CLANNAD》《Little Busters!》《Rewrite》等多部作品的角色都在本作中登場，為Key首部跨作品角色集合出場的作品。

## 登場人物

### Kanon
| 角色           | 聲優         | 登場集數                                | 備註                                |
| -------------- | ------------ | --------------------------------------- | ----------------------------------- |
| 相澤祐一（）   | 杉田智和     | 1、4、9、10－14、16、17、19、20、22－24 | 第11、16話無台詞                    |
| 月宮亞由（）   | 堀江由衣     | 1、2、5、10－12、14、16、17、20－24     | 第2、21話無台詞                     |
| 水瀨名雪（）   | 國府田麻理子 | 2、4、5、10、12、16、17、20－24         | 第2、5、12、21話無台詞              |
| 川澄舞（）     | 田村由香里   | 2、3、12、16、17、19、21、23、24        | 第12、21話無台詞                    |
| 美坂栞（）     | 佐藤朱       | 2、3、6、7、12、14、16、17、22－24      | 第2、3話無台詞                      |
| 澤渡真琴（）   | 飯塚雅弓     | 2、4、12、14、16、17、21、23、24        | 第2話無台詞                         |
| 美坂香里（）   | 川澄綾子     | 2、5－7、11、12、14、16、17、22－24     | 第2話無台詞                         |
| 北川潤（）     | 關智一       | 5、12、14、16、17、19、21－24           |                                     |
| 水瀨秋子（）   | 皆口裕子     | 2、5、10、12、23                        | 第2、5、12話無台詞 第20話旁白       |
| 倉田佐祐理（） | 真田麻美     | 5、11、12、16、17、24                   | 第5、12話無台詞                     |
| 天野美汐（）   | 坂本真綾     | 12、14、16、17、24                      | 第16、17、24話無台詞                |
| 皮羅（）       | 廣橋涼       | 2、10、12、14、15、21、23、24           | 第2、10、12、14、21、23、24話無台詞 |

### AIR
| 角色           | 聲優       | 登場集數                                | 備註                     |
| -------------- | ---------- | --------------------------------------- | ------------------------ |
| 國崎往人（）   | 小野大輔   | 1、5、9、10－14、16、17、20、21、23、24 | 第11話無台詞             |
| 神尾觀鈴（）   | 真田麻美   | 1、2、4、10－12、14、16－18、20、23、24 | 第2、10、12話無台詞      |
| 霧島佳乃（）   | 武田彩良   | 2、10、12、17、18、21－24               | 第10、12、21話無台詞     |
| 遠野美凪（）   | 柚木涼香   | 2－4、11、17、18、21－24                | 第2、3話無台詞           |
| 神尾晴子（）   | 久川綾     | 1、4、16、17                            |                          |
| 小滿（）       | 田村由香里 | 5、10－12、14、17、23、24               | 第5、10、12、23話無台詞  |
| 柳也（）       | 神奈延年   | 5、11、12、14、19、23                   | 第5、23話無台詞          |
| 神奈備命（）   | 西村千奈美 | 11、12、14、19、23、24                  |                          |
| 裏葉（）       | 井上喜久子 | 5、11、12、14、19                       | 第5話無台詞              |
| 霧島聖（）     | 冬馬由美   | 13、22、23                              | 第10話旁白 第23話無台詞  |
| 橘敬介（）     | 津田健次郎 | 13                                      | 第4話旁白                |
| 八百比丘尼（） | 潘惠子     | 13                                      | 第11話旁白               |
| 土豆（）       | 今野宏美   | 2、10－12、15、17、23、24               | 第10、11、12、23話無台詞 |
| 空（）         |            | 1、4、16                                | 無台詞                   |
| 往人的母親（） | 永島由子   |                                         | 第5話劇中旁白            |

### CLANNAD
| 角色           | 聲優       | 登場集數                                        | 備註                                                   |
| -------------- | ---------- | ----------------------------------------------- | ------------------------------------------------------ |
| 岡崎朋也（）   | 中村悠一   | 1、4、9、10、12、14、16－20、22－24             |                                                        |
| 古河渚（）     | 中原麻衣   | 1、2、5、10、11、12、14、16、17、19、20、23、24 | 第2、10、12話無台詞 第24話末尾部分標記為「岡崎渚」     |
| 藤林杏（）     | 廣橋涼     | 1、4－7、12、14－17、19－24                     | 第1、12、14、21話無台詞                                |
| 藤林椋（）     | 神田朱未   | 1－3、5－7、12、14－17、19、21、23、24          | 第1、3、5、12、14、21話無台詞                          |
| 坂上智代（）   | 桑島法子   | 11、12、16－18、21－24                          | 第12、18話無台詞 與《智代After》的坂上智代視為不同角色 |
| 伊吹風子（）   | 野中藍     | 2、6、10－12、14、16、17、22－24                | 第2、6話無台詞                                         |
| 一之瀨琴美（） | 能登麻美子 | 1、4、5、12、16、17、19、21、23、24             | 第1、5、12、21話無台詞                                 |
| 春原陽平（）   | 阪口大助   | 2、3、6、7、10－14、16－19、21－24              | 第11、21話無台詞                                       |
| 古河秋生（）   | 置鮎龍太郎 | 1、5、12、16、17                                | 第12話無台詞                                           |
| 古河早苗（）   | 井上喜久子 | 1、5、12、16、17                                | 第12話無台詞                                           |
| 伊吹公子（）   | 皆口裕子   | 5－7、22                                        | 第5話無台詞                                            |
| 春原芽衣（）   | 田村由香里 | 5－7、10、12、18、22、23                        | 第5、10、18話無台詞                                    |
| 幸村俊夫（）   | 多田野曜平 | 10                                              |                                                        |
| 宮澤有紀寧（） | 榎本溫子   | 1、3、11、12、16、17、21、23、24                | 第1、3、12話無台詞                                     |
| 芳野祐介（）   | 緑川光     | 5、13、18                                       | 第5話無台詞                                            |
| 相樂美佐枝（） | 雪野五月   | 2、12、13、21                                   | 第2、12話無台詞                                        |
| 岡崎直幸（）   | 中博史     | 13                                              | 第2話旁白                                              |
| 柊勝平（）     | 白石涼子   | 13                                              |                                                        |
| 岡崎汐（）     | 興梠里美   | 1、8、24                                        | 第1、8話無台詞                                         |
| 岡崎史乃（）   |            | 11                                              | 無台詞                                                 |
| 牡丹（）       | 川名真知子 | 5、10、11、15、23                               | 第5、10、11、23話無台詞                                |
| 虎斑貓（）     | 廣橋涼     | 21                                              | 《CLANNAD》的志麻賀津紀之貓形態                        |

### 智代After ～It's a Wonderful Life～
| 角色         | 聲優     | 登場集數 | 備註                                |
| ------------ | -------- | -------- | ----------------------------------- |
| 坂上智代（） | 桑島法子 | 6、7     | 與《CLANNAD》的坂上智代視為不同角色 |
| 智（）       |          | 6        |                                     |
| 坂上鷹文（） | 鈴木惠子 | 7、8、12 | 第12話無台詞                        |
| 河南子（）   | 鈴木惠子 | 8、12    | 第12話無台詞                        |

### Little Busters!
| 角色                  | 聲優       | 登場集數                                | 備註                    |
| --------------------- | ---------- | --------------------------------------- | ----------------------- |
| 直枝理樹（）          | 堀江由衣   | 1、4、9、10、12、14－24                 | 第21話無台詞            |
| 棗鈴（）              | 民安友繪   | 1、2、6、7、12、14－18、21、23、24      | 第2、18、21話無台詞     |
| 棗恭介（）            | 綠川光     | 1、6、7、10、12、14、16－18、21－24     | 第21話無台詞            |
| 井之原真人（）        | 神奈延年   | 1、3、12、14－18、21－24                | 第21話無台詞            |
| 宮澤謙吾（）          | 織田優成   | 1、3、12、14、16－19、21－24            | 第21話無台詞            |
| 神北小毬（）          | 柳瀨夏美   | 2、3、5、10－12、16、17、19、20、22－24 | 第2、3、5、10話無台詞   |
| 三枝葉留佳（）        | 鈴木惠子   | 2、6－8、12、16、17、21、23、24         | 第2、12、21話無台詞     |
| 能美·庫特莉亞芙卡（） | 若林直美   | 2、4、10、12、15－18、21－24            | 第2、10、12話無台詞     |
| 來谷唯湖（）          | 田中涼子   | 2、3、10、12、16、17、19、21、23、24    | 第21話無台詞            |
| 西園美魚（）          | 河原木志穗 | 2－4、6、7、10、12、13、16、17、23、24  | 第2、10話無台詞         |
| 朱鷺戶沙耶（）        | 櫻井浩美   | 2、10－12、16、17、21、23、24           | 第10、12話無台詞        |
| 二木佳奈多（）        | 鈴木惠子   | 3、6－8、11、12、16、17、22、24         | 第11、12話無台詞        |
| 笹瀨川佐佐美（）      | 德井青空   | 4、12、16、17、21－24                   | 第12話無台詞            |
| 阿醬前輩（）          | 平井理子   | 16、17                                  | 第17話無台詞            |
| 西園美鳥（）          | 河原木志穗 | 22、23                                  |                         |
| 神北小次郎（）        |            | 11                                      | 無台詞                  |
| 古式美雪（）          |            | 12                                      | 無台詞                  |
| 多爾吉（）            | Lia        | 2、3、10、12、15、18、21、24            | 第2、10、12、24話無台詞 |
| 風紀委員（）          | 瀨戶麻沙美 | 11                                      | 路人角色                |

### Rewrite
| 角色             | 聲優       | 登場集數                            | 備註                    |
| ---------------- | ---------- | ----------------------------------- | ----------------------- |
| 天王寺瑚太朗（） | 森田成一   | 1、3、4、9、10－14、16－24          | 第21話無台詞            |
| 神戶小鳥（）     | 齋藤千和   | 1、2、5、12、14、16、17、20、22－24 | 第2話無台詞             |
| 鳳千早（）       | 篠宮沙彌   | 1－3、5－7、10、16－19、23、24      | 第2、3、5、10話無台詞   |
| 千里朱音（）     | 喜多村英梨 | 1－5、12、16、17、22－24            | 第2、3、12、16話無台詞  |
| 中津静流（）     | 鈴木惠子   | 1－3、5－8、10－14、16、17、22－24  | 第2話無台詞             |
| 此花露西婭（）   | 朝樹里沙   | 1－3、5、16－18、21、23、24         | 第2、21話無台詞         |
| 篝（）           | 花澤香菜   | 1－4、12、16、17、19、20、23、24    | 第2、3、12、16話無台詞  |
| 吉野晴彥（）     | 柳田淳一   | 2、12、14、16－19、23、24           |                         |
| 西九條燈花（）   | 田中涼子   | 2、4、12、16、17、23                | 第2、12話無台詞         |
| 鳳咲夜（）       | 小西克幸   | 3、6、7、11、16、17、19             | 第3、11話無台詞         |
| 江坂宗源（）     | 東地宏樹   | 10、19                              |                         |
| 御堂（）         | 保志總一朗 | 11、16、17、21、23                  | 第3話旁白 第23話無台詞  |
| 加島櫻（）       | 若林直美   | 13、19、22                          | 第5話旁白               |
| 今宮新（）       |            | 5、12、13、16、17                   | 第5、12話無台詞         |
| 井上晶（）       | 渡邉佳美   | 12、16、17、21、23                  | 第12、16話無台詞        |
| 福井子（）       | 早瀨莉花   | 19                                  |                         |
| 志麻子（）       | 渡邉佳美   | 5、10、12、22、23                   | 第5、10、12、23話無台詞 |
| 神戶理香子（）   |            | 5                                   | 無台詞                  |
| 神戶圭介（）     |            | 5                                   | 無台詞                  |
| 亞絲茗（）       |            | 17                                  | 無台詞                  |
| 琪比摩斯（）     | 西明日香   | 5、10、15、23、24                   | 第10、23話無台詞        |
| 吉耳（）         |            | 10、14、21、23                      | 無台詞                  |
| 帕妮（）         |            | 10、14、21、23                      | 無台詞                  |
| 地龍（）         |            | 11、17、21                          | 無台詞                  |

### planetarian
| 角色         | 聲優     | 登場集數 | 備註 |
| ------------ | -------- | -------- | ---- |
| 星野夢美（） | 鈴木惠子 | 1、8、24 |      |
| 廢墟獵人（） | 小野大輔 | 24       |      |

### Angel Beats!
| 角色         | 聲優          | 登場集數               | 備註                     |
| ------------ | ------------- | ---------------------- | ------------------------ |
| 音無結弦（） | 神谷浩史      | 12、14－18、20－24     | 第12話旁白               |
| 仲村百合（） | 櫻井浩美      | 12－18、20－24         |                          |
| 天使（）     | 花澤香菜      | 15－17、19、20、22－24 |                          |
| 日向秀樹（） | 木村良平      | 12、14－17、21、23、24 | 第21話無台詞             |
| 直井文人（） | 緒方惠美      | 14－17、22－24         | 第14話無台詞             |
| 由依（）     | 喜多村英梨    | 14－17、21－24         |                          |
| 野田（）     | 高木俊        | 14－17、21、23、24     | 第17話無台詞             |
| 高松（）     | 水島大宙      | 14－17、21－24         | 第14話無台詞             |
| 椎名（）     | 齋藤楓子      | 14－17、21、23、24     | 第14、23話無台詞         |
| 遊佐（）     | 牧野由依      | 14－18、21、23、24     | 第14、16、17、23話無台詞 |
| 藤卷（）     | 增田裕生      | 14－17、21－24         | 第14、17話無台詞         |
| TK（）       | Michael Rivas | 14－17、21－24         | 第14、17、24話無台詞     |
| 松下（）     | 德本英一郎    | 14－17、19、21－24     | 第14、16、17話無台詞     |
| 大山（）     | 小林由美子    | 14－17、19、21－24     | 第14、17話無台詞         |
| 岩澤（）     | 澤城美雪      | 14、16－18、21、24     | 第14、21話無台詞         |
| 久子（）     | 松浦知惠      | 16－18、21、23、24     | 第21話無台詞             |
| 入江（）     | 阿澄佳奈      | 16－18、23、24         | 第16話無台詞             |
| 關根（）     | 加藤英美里    | 16－18、21、23、24     | 第16、21話無台詞         |
| 竹山（）     | 市來光弘      | 14、16、17、21－24     | 第14、16、17話無台詞     |
| 查（）       | 東地宏樹      | 22、23                 | 第23話無台詞             |
| Fish齊藤（） | 綠川光        | 22                     |                          |

## 製作、宣傳
本作原本是Key2021年的愚人節企劃。2021年4月18日，Key在線上活動「KSL Online 2021 ～Kaginado～」上首次宣布製作迷你角色動畫《鍵等》的消息，並於2021年4月19日開設官方網站。
2021年9月24日，公開製作人員及播放日期，並宣布登場人物之一《AIR》神尾觀鈴的聲優由已故的川上倫子變更為真田麻美。

## 製作人員
- 原作：VISUAL ARTS/Key
- 導演：坂本一也
- 系列構成：青島崇
- 編劇：青島崇、魁、丘野塔也
- 角色設計：芳我惠理子
- 道具設計：荒木一成
- 美術監督：澀谷幸弘
- 色彩設計：
- 攝影監督：鈴木智昭
- 編輯：鍜冶川一夫
- 音響監督：前田茜
- 音響製作：東北新社
- 音樂製作：VISUAL ARTS/Key
- 動畫製作：LIDENFILMS京都工作室[7]

## 主題曲
（小小的奇蹟）
作詞：魁，作曲：折戶伸治，編曲：高瀨一矢，主唱：Lia

## 各話列表
| 話數   | 日文標題 | 中文標題               | 劇本     | 分鏡               | 演出     | 作畫監督                                                                           | 總作畫監督 | 片尾插畫   | 首播日期        |
| 第1期  | 第1期    | 第1期                  | 第1期    | 第1期              | 第1期    | 第1期                                                                              | 第1期      | 第1期      | 第1期           |
| ------ | -------- | ---------------------- | -------- | ------------------ | -------- | ---------------------------------------------------------------------------------- | ---------- | ---------- | --------------- |
| 第1話  |          | 高潮等                 | 青島崇   | 坂本一也           | 坂本一也 | 芳我惠理子                                                                         | 不適用     | 不適用     | 2021年 10月12日 |
| 第2話  |          | 標題等                 | 青島崇   | 坂本一也           | 齋賀春伽 | 藤原將太                                                                           | 芳我惠理子 | 谷原菜月   | 10月19日        |
| 第3話  |          | 部活等                 | 魁       | 太田香             | 荒木一成 | 國光奈奈                                                                           | 芳我惠理子 | 異識       | 10月26日        |
| 第4話  |          | 泳裝等                 | 魁       | 太田香             | 荒木一成 | 國光奈奈                                                                           | 芳我惠理子 |            | 11月2日         |
| 第5话  |          | 假日等                 | 魁       | 前田佳祐、坂本一也 | 齋賀春伽 | 藤原将太                                                                           | 芳我惠理子 | 三毛央     | 11月9日         |
| 第6话  |          | 妹妹等                 | 魁       | 中野真佑           | 荒木一成 | 國光奈奈                                                                           | 芳我惠理子 | 千葉鞍     | 11月16日        |
| 第7话  |          | 闹剧等                 | 魁       | 齋賀春伽           | 齋賀春伽 | 藤原将太                                                                           | 芳我惠理子 |            | 11月23日        |
| 第8話  |          | 靈魂伴侶等             | 丘野塔也 | 青柳隆平           | 青柳隆平 | 芳我惠理子                                                                         | 不適用     | 冰川碧流   | 11月30日        |
| 第9話  |          | 主角等                 | 魁       | 半田大貴           | 半田大貴 | 高田奈央子                                                                         | 芳我惠理子 |            | 12月7日         |
| 第10話 |          | 學園祭的準備等         | 青島崇   | 中野真佑           | 荒木一成 | 國光奈奈                                                                           | 芳我惠理子 | 緋色雪     | 12月14日        |
| 第11話 |          | 學園祭當日等           | 青島崇   | 坂本一也           | 齋賀春伽 | 高田奈央子、藤原將太                                                               | 芳我惠理子 |            | 12月21日        |
| 第12話 |          | 學園祭結束，然後…等    | 青島崇   | 坂本一也           | 有冨興二 | 和田佳純                                                                           | 芳我惠理子 | 不適用     | 12月28日        |
| 第2期  |          |                        |          |                    |          |                                                                                    |            |            |                 |
| 第13話 |          | 後半戰開始——在那之前等 | 青島崇   | 坂本一也           | 坂本一也 | 芳我惠理子                                                                         | 不適用     | Tsunako    | 2022年 4月12日  |
| 第14話 |          | 死後的學園等           | 青島崇   | 中野真佑           | 荒木一成 | 高田奈央子                                                                         | 芳我惠理子 |            | 4月19日         |
| 第15話 |          | 吉祥物等               | 魁       | 石川健朝           | 坂本一也 | 國光奈奈                                                                           | 芳我惠理子 | 一為       | 4月26日         |
| 第16話 |          | 心理陰影等             | 魁       | 迫田羽也人         | 齋賀春伽 | 中神有香、芳我惠理子                                                               | 芳我惠理子 | Fumio      | 5月3日          |
| 第17話 |          | 大海等                 | 魁       | 齋賀春伽           | 齋賀春伽 | 國光奈奈                                                                           | 芳我惠理子 | 櫻小春     | 5月10日         |
| 第18話 |          | 歌唱大賽等             | 丘野塔也 | 中野真佑           | 荒木一成 | 坂本一也、芳我惠理子、高田奈央子、藤原將太、國光奈奈、中神有香、紅谷希、內藤伊之介 | 芳我惠理子 | 七尾奈留   | 5月17日         |
| 第19話 |          | 最強等                 | 魁       | 迫田羽也人         | 半田大貴 | 芳我惠理子                                                                         | 不適用     | 藤真拓哉   | 5月24日         |
| 第20話 |          | 女主角等               | 魁       | 坂本一也           | 有冨興二 | 坂本一也、芳我惠理子、中神有香、和田佳純                                           | 芳我惠理子 | 鷹乃雪     | 5月31日         |
| 第21話 |          | 學生會長是神等         | 青島崇   | 白井孝奈           | 白井孝奈 | 坂本一也、芳我惠理子、高田奈央子、藤原將太、國光奈奈、中神有香                     | 芳我惠理子 |            | 6月7日          |
| 第22話 |          | 混亂的學生會長選舉等   | 青島崇   | 白井孝奈           | 齋賀春伽 | 高田奈央子、國光奈奈、紅谷希、內藤伊之助                                           | 芳我惠理子 |            | 6月14日         |
| 第23話 |          | 將神聖的一票投給你…等  | 青島崇   | 坂本一也           | 荒木一成 | 坂本一也、國光奈奈、中神有香、佐藤友子                                             | 芳我惠理子 | 芳我惠理子 | 6月21日         |
| 第24話 |          | 奇蹟的形式……等         | 青島崇   | 坂本一也           | 坂本一也 | 芳我惠理子                                                                         | 不適用     | 不適用     | 6月28日         |

## 播映平台
| 播放日期         | 播放時間（UTC+9） | 播放電視台   | 播放地區       | 備註 |
| ---------------- | ----------------- | ------------ | -------------- | ---- |
| 2021年10月12日－ | 每週二 25:00      | TOKYO MX     | 東京都         |      |
| 2021年10月13日－ | 每週三 25:00      | KBS京都      | 京都府、滋賀縣 |      |
| 2021年10月14日－ | 每週四 26:15      | 新潟電視台21 | 新潟縣         |      |
| 2021年10月16日－ | 每週六 26:35      | 北陸朝日廣播 | 石川縣         |      |
| 2021年10月18日－ | 每週一 26:55      | 長野朝日廣播 | 長野縣         |      |
| 2021年10月19日－ | 每週二 27:50      | 北海道電視台 | 北海道         |      |
| 2021年10月16日－ | 每週六 24:28      | BS日本       | 日本全國       |      |
| 2021年10月14日－ | 每週四 22:16      | AT-X         | 日本全國       |      |

| 播放地區 | 播放平台 | 播放日期         | 播映時間              | 備註 |
| -------- | --- | ---------------- | --------------------- | ---- |
| 臺灣     | 巴哈姆特動畫瘋、HamiVideo、巴哈姆特動畫瘋、LiTV 線上影視、friDay影音、KKTV、LINE TV、Yahoo TV、木棉花YouTube頻道、CatchPlay+、中華電信MOD | 2021年10月13日－ | 每週三 00:30（UTC+8） |      |
| 臺灣     | MyVideo | 2021年10月12日－ |                       |      |
| 中國大陸 | Bilibili | 2021年11月10日－ |                       |      |

## 外部連結
- 官方网站（日語）
- 鍵等的X（前Twitter）（日語）